# Belgravia

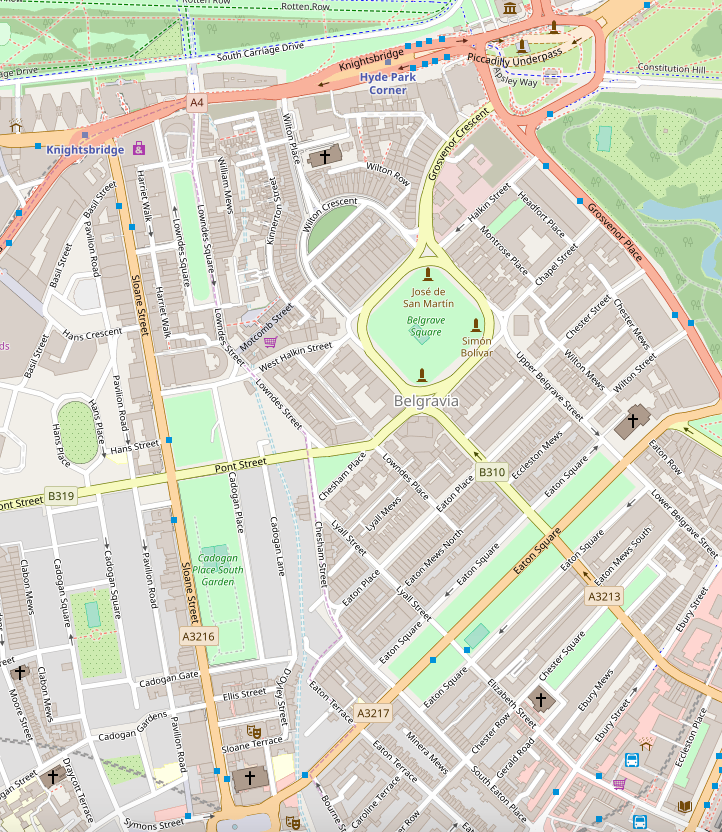
Carta del quartiere

Belgravia è un elegante quartiere della Central London (Londra centrale), situato nella Città di Westminster e confinante a nord-est con i giardini di Buckingham Palace. Il quartiere è approssimativamente delimitato da Knightsbridge (la strada che porta questo nome e non l'omonimo distretto) a nord, Grosvenor Place e Buckingham Palace Road ad est, Pimlico Road a sud e Sloane Street ad ovest.

## Etimologia
Belgravia prende il nome da uno dei titoli del Duca di Westminster: Visconte di Belgravia, che fa riferimento al paese di Belgrave, nel Cheshire, una terra appartenente al Duca.

## Storia
La maggior parte di quest'area era di proprietà di Richard Grosvenor, II marchese di Westminster, che ne determinò lo sviluppo, creandovi, dal 1820, eleganti costruzioni. La zona era costituita da lussuose dimore rifinite in stucco bianco e aveva il suo centro in Belgrave Square e in Eaton Square. Si tratta di un quartiere profondamente tranquillo nel cuore di Londra. Molte ambasciate sono ubicate in questo distretto, particolarmente a Belgrave Square.